# FK Kuban Krasnodar (2018)
Der Professionalny futbolny klub „Kuban“ (russisch Профессиональный футбольный клуб „Кубань“, wiss. Transliteration Professional'nyj futbol'nyj klub „Kuban'“), kurz Kuban Krasnodar, ist ein russischer Fußballverein aus Krasnodar. Seit der Saison 2024/25 spielt der Klub in der drittklassigen 2. Liga Division A.

## Geschichte
Der Verein wurde 2018 unter dem Namen FK Uroschai (russisch Урожай) gegründet und nahm 2018/19 den Spielbetrieb in der drittklassigen Perwenstwo PFL auf. In seiner Debütsaison 2018/19 in der dritten Liga verpasste Uroschai den Zweitligaaufstieg als Vizemeister hinter Tschaika Pestschanokopskoje nur knapp. In der Saison 2019/20 lief es für das Team nicht rund und zur Winterpause belegte man nur Rang elf, die Saison wurde aber ohnehin COVID-bedingt abgebrochen. Im Juli 2020 benannte sich Uroschai dann in Kuban Krasnodar um, das Team darf aber keinen Bezug nehmen auf das alte Kuban Krasnodar, das sich 2018 aufgelöst hatte.
In seiner ersten Spielzeit als Kuban stieg der Verein als Meister seiner Gruppe in der drittklassigen 2. Liga prompt in die 1. Liga auf. Die erste Saison in der zweithöchsten russischen Spielklasse beendete Krasnodar auf Rang zwölf.

## Ehemalige Spieler
Siehe Kategorie:Fußballspieler (FK Kuban Krasnodar, 2018).